# Trafic.musique
Trafic.musique est une émission de télévision française consacrée à la musique et diffusée de manière irrégulière en France métropolitaine, sur France 2, et au Canada, sur TV5 Québec Canada. L'émission était présentée et produite par Guillaume Durand.

## Historique
Le premier épisode est diffusé le 26 octobre 2002, le dernier le 22 décembre 2005. Après cette date, l'émission est fusionnée avec Campus.

## Contenus
Le thème servant à introduire les reportages est Robot rock, extrait de l'album Human after all de Daft Punk,.

### Émissions sur France 2
- Émission du  4 mai 2003 : participation d'Avril Lavigne[4].
- Émission du 4 septembre 2003 : David Bowie, Françoise Hardy, Damon Albarn.

- Émission du  20 mai 2004 : participation de Corneille, qui interprète Roxane de Sting et A change is gonna come de Sam Cook[5].

- Émission du 21 avril 2005, de 22h 45 à 0 h 50 : participation de Françoise Hardy (album À l'ombre de la Lune, interprétation de Adieu triste amour, avec Benjamin Biolay), Alain Souchon, Pierre Souchon, Beck, Garbage, Damon Albarn, Sandrine Kiberlain, Thomas Dutronc, Biréli Lagrène, Louis Bertignac, Piotr Anderszewski, Emiliana Torrini. Portrait de Françoise Hardy, par Stéphane Davet. Reportage de Nick Kent sur Brian Jones, le guitariste des Rolling Stones[6].

- Émission du 4 mai 2005 : participation de Brian Molko, de Placebo[2].

- Émission du  21 juillet 2005 : Émission spéciale Inrocks. Participation de Ghinzu, Bruno, Cali (Qui se soucie de moi, enregistré aux Eurockéennes de Belfort[7]), Louise Attaque et Bumcello[8]. Reportages sur Frank Zappa et sur Jimi Hendrix (treize minutes)[9].

- Émission du  27 novembre 2005, à 23 h : participations de Julien Clerc (album Double Enfance), Véronique Sanson (album live Olympia 2005), Thomas Fersen (album Le pavillon des fous), Chris Stills, le groupe de hip hop Saian Supa Crew (album Hold Up), Editors (album The Back Room), le groupe de pop anglaise Hard-Fi (album Stars of Cctv)[10].

- Émission du  22 décembre 2005, enregistrée le jeudi  3 novembre 2005 : participations de Franz Ferdinand, Jean-Louis Aubert, The Kills, Arthur H, Dionysos, Pharrell Williams. Nick Kent réalise un sujet sur Johnny Cash et Eric Dahan rencontre Yoko Ono, à l’occasion de l’exposition sur John Lennon à La Cité de la musique[10].

### Autres artistes invités ou présentés
L'émission a invité Radiohead, Kery James, Amel Bent, Anaïs Croze et Foo fighters, et présenté, en 2005, un documentaire sur Lemmy Kilmister, de Motörhead.